# Mindfighting
Mindfighting es un álbum lanzado por el ahora productor de complextro Aleksander Vinter, y el primero bajo el alias de Vinter in Vegas. El mismo fue lanzado el 10 de octubre de 2010 de forma independiente.

## Lista de canciones
| N.º   | Título                     | Duración |  |
| 1.    | «Snail & Toad»             | 2:04     |  |
| 2.    | «The Mind Inside the Mind» | 4:39     |  |
| 3.    | «Dangerously Confused»     | 2:48     |  |
| 4.    | «This Works»               | 4:28     |  |
| 5.    | «Bond had a Pony»          | 2:27     |  |
| 6.    | «Destroy You»              | 3:34     |  |
| 7.    | «Typhoon»                  | 3:01     |  |
| 8.    | «Tissue»                   | 3:28     |  |
| 9.    | «Negnetic Brain Part»      | 10:21    |  |
| 10.   | «Plastic Cocaine»          | 03:31    |  |
| 40:21 |                            |          |  |